# Beru
Beru (también conocida como Eliza, isla Francis, Maria, Peroat, isla Peru y Sunday) es un atolón coralino localizado al sur de las islas Gilbert, pertenecientes a la República de Kiribati, en el océano Pacífico. 
Tiene alrededor de 15 km de largo (de noroeste a sudeste) y 4.75 km de ancho en su punto más ancho (de noreste a sudoeste). El centro del arrecife es una depresión poco profunda, llamada Nuka. Se encuentra 96 km al este de Tabiteuea y 426 km al sudeste de Tarawa, cerca de la línea ecuatorial.

## Geografía
La masa de tierra ocupa más de un tercio de la estructura del arrecife, y está mayormente posicionada hacia el extremo noreste de la isla. En su máxima dimensión, la isla tiene 13.9 km de largo, y varía entre 0.5 y 2.9 km de anchura.

### Aldeas
Rongorongo, Tabukinberu.
- Datos: Q613386
- Multimedia: Beru / Q613386